# 이우진 (뮤지컬 배우)
이우진(1993년 9월 23일 ~ )은 대한민국의 뮤지컬 배우다.

## 방송
- 더블 캐스팅 (2020) - Top44

## 공연
- 레미제라블 - 두남자이야기 (2017)
- 그대와 영원히 (2017)
- 작업의 정석 (2017)
- 벤허 (2019)

## 영화
- 1987 (2017) - 시위대 역